# Gaver (station de ski)
Pour les articles homonymes, voir Gaver.
Gaver (prononcer /gavɛʁ/) est une station de sports d'hiver située sur le territoire de la commune de Bagolino, en Italie. Elle est composée de 15 km de pistes de ski alpin et 5 km pour le ski de fond.

## Situation
Les pistes se situent sur le massif d'Adamello-Presanella, à la frontière entre le Trentin-Haut-Adige et la Lombardie.